# 特洛伊·安德鲁斯
特洛伊·安德鲁斯（英語：Troy Andrews，1961年12月1日—），澳大利亚男子篮球、射击运动员。他曾代表澳大利亚参加1984年、1988年、1992年、1996年和2000年夏季残疾人奥林匹克运动会，获得一枚金牌。